# 加藤じゅん
加藤 じゅん（かとう じゅん、1976年7月24日 - ）は、日本の漫画家。男性。山形県出身・在住。主に成人向け漫画を執筆している。

## 概要
2004年、「ふたシス」で『コミックメガストアH』7月号（コアマガジン）より商業誌デビューし、2010年より『COMIC RiN』および『好色少年』（茜新社）にて活動。ふたなりや男の娘、TSFものなどマニアックな作品を多く発表する。同人サークル「カトー屋」主宰。

## 作品リスト

### 単行本
1. 『あばたー☆とらんす！』 2017年1月28日発売[6][7]、茜新社〈TENMA COMICS〉、ISBN 978-4-86349-608-8
2. 『メスイキおとこのこスイッチ♡』 2017年11月28日発売[8]、茜新社〈TENMACOMICS 好色少年〉、ISBN 978-4-86349-670-5
  - サッキュバスのおしごと（好色少年 Vol.1）
  - くろすとらいあんぐる！（好色少年 Vol.2）
  - アナザーアイランド（好色少年 Vol.3）
  - サルビアの恋人ｖ（好色少年 Vol.4）
  - 銀色ネクサス（好色少年 Vol.5）
  - 影鏡（好色少年 vol.6）
  - アナザーアイランド２（好色少年 vol.7）
  - 半熟戦隊ラブボイジャー 第2×話 北風と太陽と(前編)（好色少年 vol.8）
  - 半熟戦隊ラブボイジャー 第2×話 北風と太陽と(後編)（好色少年 vol.9）

### 単行本未収録作品
- コミックメガストア（コアマガジン）
  - ふたノ湯に行こう!!（2008年3月号）[9]
- コミックメガストアH（コアマガジン）
  - ふたシス（2004年7月号）[5]
  - 夏…（2005年2月号）[10]
- COMIC RIN（茜新社）
  - らぶ催眠に御用心！（2010年1月号）[11]
  - 綺麗なお姉さんは好きですか？（2010年3月号）[11]
- 好色少年（茜新社）
  - せんせいあのね…♥（Vol.10、2017年12月）[12]
  - ウブメノカゴ（Vol.11、2018年7月）[13]
  - キミの望むプレゼント（Vol.12、2019年1月）[14]
  - 御利益☆コンばいん（Vol.14、2020年6月）[15]